# Michael Kinsbergen
Michael Kinsbergen (Amsterdam, 10 november 1958) was algemeen directeur van onder meer Nedstat en AFC Ajax NV. In 2018 was hij kortstondig bij AZ in dienst als operationeel directeur.

## Loopbaan
Kinsbergen werd in 1958 geboren in Amsterdam en groeide op in Buitenveldert. Tussen 1977 en 1984 studeerde hij aan respectievelijk de California State University (Long Beach), de University of California (UCLA) en de University of Pennsylvania, waar hij zijn Master of Business Administration (MBA) behaalde . In de VS raakte hij bevriend met Johan Cruijff, die van 1979 tot 1980 speelde bij de Los Angeles Aztecs.
Na zijn studie keerde hij terug naar Nederland, waar hij tussen 1986 en 1996 diverse functies bekleedde in het bankwezen, onder meer bij Pierson, Heldring & Pierson. Hierna was hij korte tijd zelfstandig ondernemer, en vervolgens tussen 2000 en 2010 CEO van Nedstat.

### AFC Ajax
In 2012 werd Kinsbergen algemeen directeur bij AFC Ajax NV. Ajax had toen geen algemeen directeur, omdat de rechter de benoeming van interim-directeur Martin Sturkenboom en diens opvolger Louis van Gaal vernietigd had.
Kinsbergen werkte in zijn nieuwe functie nauw samen met marketing  directeur Edwin van der Sar. Het was de bedoeling dat Kinsbergen Van der Sar zou inwerken opdat deze laatste in 2015 de rol van algemeen directeur op zich zou kunnen nemen. Hoewel Van der Sar begin 2015 aangaf de samenwerking met Kinsbergen graag langer te willen voortzetten. besloot de Raad van Commissarissen van Ajax hier niet op in te gaan. Kinsbergen verliet vervolgens de club en kreeg niet direct een opvolger.